# 波子町
波子町（はしちょう）は島根県江津市の地名。2010年（平成22年）10月1日現在の人口は816人。郵便番号は699-3161（浜田郵便局管区）。

## 地理
江津市西部沿岸部にあたり、南東で金田町、南で浜田市下有福町と大金町、南西に浜田市久代町、東で敬川町と接する。北西は波子海岸をはさみ日本海に面している。山陰本線が北東から南西に通り、水族館アクアス最寄り駅のJR波子駅がある。

## 歴史
- 891年（寛平3年）-月-日 津門神社祭神田心姫命を筑前国宗像より勧請する(社伝)
- 1192年（建久3年）-月-日 波子常福寺再建(寺伝)
- 1554年（天文23年）-月-日 津門神社天文年中毛利元就再建する(伝)
- 1756年（宝暦6年）12月-日 浜田藩東浦(嘉久志・和木・都野津・敬川・波子・久代・唐鐘)で浦諸役銀請所問題おこる(小川家文書)
- 1759年（宝暦9年）9月-日 浜田藩東浦の浦諸役銀請所問題が解決する(小川家文書)
- 1791年（寛政3年）-月-日 白石平左衛門が波子村一貫畑に製陶工場を創立する(那賀郡史)
- 1843年（天保14年）8月-日 浜田藩が波子浦で藩兵の調練を行う
- 1874年（明治7年）-月-日 波子小学校開設
- 1875年（明治8年）10月14日 波子村と高田村を併せて波子村とする
- 1879年（明治12年）1月12日 那賀郡が発足
- 1889年（明治22年）4月1日 波子村と宇屋川村を併せて川波村とする
- 1904年（明治37年）3月25日 波子郵便局　開局
- 1917年（大正6年）4月1日 波子郵便局　電信事務取扱を開始
- 1932年（昭和7年）10月1日 波子郵便局　電話交換事務取扱を開始
- 1949年（昭和24年）8月-日 大平山遺跡で縄文土器が発見される
- 1964年（昭和39年）9月1日 敬川小学校・波子小学校を統合して川波小学校とする
- 1965年（昭和40年）4月-日 国道9号線　江津・浜田間開通
- 1967年（昭和42年）4月1日 石見高等理容美容学校を波子地区に開設する

## 交通

### 鉄道
- JR西日本山陰本線 - 波子駅

### 道路
- 国道9号
- 島根県道206号波子停車場線
- 島根県道300号跡市波子停車場線

### 港湾
- 波子漁港

## 施設
- 波子公民館
- 波子郵便局

### 神社・仏閣
- 常福寺
- 普済寺
- 観音寺
- 円覚寺
- 本光寺
- 願成寺
- 津門神社

### 遺跡・遺構
- 大平山遺跡